# Сант'Елја а Пјанизи
Сант'Елја а Пјанизи (итал. Sant'Elia a Pianisi) је насеље у Италији у округу Кампобасо, региону Молизе.
Према процени из 2011. у насељу је живело 1623 становника. Насеље се налази на надморској висини од 661 м.

## Становништво
| 1931. | 1936. | 1951. | 1961. | 1971. | 1981. | 1991. | 2001. | 2011. |
| ----- | ----- | ----- | ----- | ----- | ----- | ----- | ----- | ----- |
| 4.231 | 4.424 | 4.374 | 3.726 | 3.060 | 2.695 | 2.520 | 2.279 | 1.910 |